# 27506 Glassmeier
27506 Glassmeier è un asteroide della fascia principale. Scoperto nel 2000, presenta un'orbita caratterizzata da un semiasse maggiore pari a 2,4859584 au e da un'eccentricità di 0,0859925, inclinata di 6,23224° rispetto all'eclittica.